# 北方爪龙属
北方爪龙属是一属已灭绝的驰龙科恐龙，生存于晚白垩世的加拿大。
80年代，阿尔伯塔省中部的烟斗石溪地区发现了残缺的驰龙科遗骸，该地点位于一个骨层之上，其中至少含27只拉库斯塔厚鼻龙的骨骼。这些化石最初部分归类于蜥鸟盗龙未定种。
模式种塞特北方爪龙（Boreonykus certekorum）于2015年由菲尔·贝尔（Phil Bell）和菲力·柯里命名并叙述。属名在古希腊语中意为“北方的爪”，种名是对塞特供暖设备公司（Certek Heating Solutions company）的表场，该公司提供供暖和水管理服务，并为挖掘工作提供了资金支持。
该属的模式标本TMP 1989.055.0047是在阿尔伯塔省中部的麋鹿组（Wapiti
Formation）中发现的，其年代可追溯到73.27±0.25百万年前的坎帕阶晚期，由右额骨组成。14颗分散的牙齿已经被认为属于该物种，还有一些颅后骨架，可能来自同一个体：标本TMP 1988.055.0129，一个尾椎末端；UALVP 53597，第二指的爪子；标本TMP 1986.055.0184.1，一只脚爪。
一个独有衍征被指出：邻近上颞孔周围凹陷前部的脊线一起形成一个55°的锐角，指向后部。
北方爪龙被归入驰龙科中的伶盗龙亚科。它被视为动物区系的地方性和快速的物种转化率的一个标志。